# 約翰·瓦倫坦
約翰·保羅·瓦倫坦，GM（1971年6月—），英國男洞穴潛水員，專門透過洞穴救援組織、威爾士南部和中部洞穴救援（South and Mid Wales Cave Rescue）和英國探洞協會從事救援。他愛好洞穴潛水，並以志願者的身份參與救援任務；平時主要在布里斯托尔擔任IT顧問。2018年在睡美人洞救援行動中擔任關鍵人物。

## 早期生活
約翰·瓦倫坦1971年6月生於萨塞克斯郡布莱顿。祖父是瑞士人，姓氏是瑞士姓氏的英語拼寫。他就讀於羅廷迪恩的朗希爾高中，之後在莱斯特的德蒙福特大學學習電子學。

## 探洞和救援

### 救援
瓦倫坦對探洞的興趣始於童子軍時期。他常與合作夥伴瑞克·史坦頓一起進行洞穴潛水和營救。他是2010年法國阿尔代什省维拉克堡附近的高德洞穴錶帶（Dragonnière Gaud Cave）嘗試營救艾瑞克·埃斯塔布利（Eric Establie）團隊的一員，但任務最終未能成功。2011年協助從愛爾蘭基爾塔的波洛諾拉（Pollonora）洞穴中找回波蘭洞穴潛水員亞瑟·科茲沃夫斯基的屍體。2014年，瓦倫坦接受挪威當局請求，協助從地橋洞打撈兩名芬蘭潛水員的屍體，在潛入現場後，他和同事認為此任務風險過大。屍體隨後被芬蘭和挪威潛水員回收。
2018年，瓦倫坦加入睡美人洞救援行動，和史坦頓成為首批與受困足球隊取得聯繫的人。能見度低、洞穴和救援残骸以及低溫都是洞穴潛水尋找球隊的障礙。瓦倫坦在洞穴中放置了指南，以幫助其他人導航；最後游出水面，找到了失蹤的球隊和教練。瓦倫坦的聲音是在第一次與足球隊接觸的廣泛播放影片中被聽見，他問：「你們有多少人？」得知所有失蹤者平安無事時，答：「太棒了。」他和史坦頓在遇到他們的時候沒有任何食物可以提供給球隊，但給了他們一盞燈。離開時，瓦倫坦向他們保證會回來，並協助送來食物。
瓦倫坦不相信遇到球隊是靠運氣的說法，而表示與史坦頓有系統地出現在被淹的洞穴通道中的每個空域，大喊大叫、傾聽回應，並嗅出球隊待過此處的任何跡象（糞便和尿液的氣味）；在看到球隊之前就聞到了他們的味道。瓦倫坦還協助救援球隊成員，稱孩子們被裝在袋子裡，袋子後面有把手讓潛水員抓住，並夾在潛水員身上，以防他們失去抓握；洞穴的一部分非常狹窄，孩子們不得不被推到潛水員面前。在其他時候，孩子們被抱在胸前或側邊。他說，孩子們被抱起來就像提著「購物袋」。
事後接受BBC採訪時，瓦倫坦被問及：「你看得出自己的所作所為多麼了不起嗎？」後回復：「第一次吧，表現得還行吧？」

### 紀錄
瓦倫坦和史坦頓2004年在英國森麻實郡洞穴伍基洞穴潛水76米（249英尺），該深度創下世界紀錄。2010年，兩人與傑森·馬林遜（Jason Mallinson）、勒內·胡本（René Houben）在西班牙魯德隆谷的藍井（Pozo Azul）洞穴中創造了最長洞穴穿透潛水的世界紀錄：8,800米（28,900英尺）。

### 裝備
瓦倫坦被稱為「技術大師」，設計並製造了一些自己的潛水設備。他設計了一種在潛水時收集訊息的測繪設備。更設計與修改了專屬的循環呼吸器，以提高其功能及速度的緊湊和效率。

## 榮譽
瓦倫坦因2012年在法國洞穴中營救一名潛水員並發現對方的屍體而獲得皇家人道協會銅牌。2018年9月，他獲得了英國童軍總會的最高榮譽銅十字勳章，以表彰他「在面臨巨大風險時表現出的英勇行為」；同年11月和英國洞穴救援隊的其他五名成員因睡美人洞救援行動而獲得了該年英國驕傲獎的「傑出勇敢」（Outstanding Bravery）獎。
2019年新年榮譽上，瓦倫坦和史坦頓憑藉在睡美人洞救援行動的關鍵作用而獲得喬治獎章（GM）。他們團隊的另外三名成員被任命為大英帝國勳章（MBE），兩人被授予女王英勇勳章。

## 個人生活
瓦倫坦的愛好還包括馬拉松和超級馬拉松。他還是薩默塞特童子軍的志願童軍領袖，帶領孩子們進行洞穴遊覽。他的前妻名為安娜貝爾·理查茲（Annabelle Richards）。

## 流行文化
2022年電影《十三條命》改編自2018年睡美人洞救援行動，柯林·法洛在片中詮釋瓦倫坦。

## 外部連結
- John Volanthen - Leading Cave Diver （页面存档备份，存于） - Champions Speakers